# Zaliman
Zaliman (ros. Залиман) – wieś w Rosji, w obwodzie woroneskim, w rejonie boguczarskim. W 2010 liczyła 2569 mieszkańców.